# Ağaverdioba
Ağaverdioba är en ort i Azerbajdzjan.   Den ligger i distriktet Xaçmaz Rayonu, i den nordöstra delen av landet, 170 kilometer nordväst om huvudstaden Baku. Ağaverdioba ligger 80 meter över havet och antalet invånare är 549.
Terrängen runt Ağaverdioba är lite kuperad. Närmaste större samhälle är Xudat, 3,5 kilometer norr om Ağaverdioba.
Trakten runt Ağaverdioba består till största delen av jordbruksmark. Runt Ağaverdioba är det ganska tätbefolkat, med 129 invånare per kvadratkilometer.